# Манчестер (Коннектикут)
Манчестер (англ. Manchester) — город в США, в штате Коннектикут.
По подсчетам бюро переписи населения в 2000 году население города составляло 54 740 человек.

## География
По подсчётам бюро переписи населения США, общая площадь города — 71,7 км², из которых 70,6 км² — суша, 1,1 км² (1,52 %) — водная поверхность.

## Средства массовой информации

### Телевидение
Манчестер принимает местные станции из Хартфорда, за исключением ABC.
- WTNH, местный филиал ABC
- WFSB, местный филиал CBS
- WVIT, местный филиал NBC
- WEDH, Общественное телевидение Коннектикута

### Газеты
В Манчестере выпускают Journal Inquirer. Также в любое место города может быть доставлена газета The Hartford Courant.

### Радио
Радиостанция Radio Disney, WDZK.